# 기타가와 고헤이
기타가와 고헤이(일본어: 北川 滉平, 1995년 4월 29일 ~ )는 일본의 축구 선수이다.

## 구단 경력
그는 2015년부터 2019년까지 J리그의 V-파렌 나가사키, 후지에다 MYFC에서 활동하였다.